# Абе Юкі
Юкі Абе (яп. 阿部勇樹, нар. 6 вересня 1981, Ітікава) — японський футболіст, півзахисник клубу «Урава Ред Даймондс». Виступав, зокрема, за клуби «ДЖЕФ Юнайтед Ітіхара Тіба» та «Лестер Сіті», а також національну збірну Японії. Дворазовий чемпіон Японії.

## Клубна кар'єра
Народився 6 вересня 1981 року в місті Ітікава. Вихованець юнацьких команд футбольних клубів «Ітікава» та «ДЖЕФ Юнайтед Ітіхара Тіба».
У дорослому футболі дебютував 1998 року виступами за команду клубу «ДЖЕФ Юнайтед Ітіхара Тіба», в якій провів вісім сезонів, взявши участь у 214 матчах чемпіонату. Більшість часу, проведеного у складі «ДЖЕФ Юнайтед», був основним гравцем команди.
Протягом 2007—2010 років захищав кольори команди клубу «Урава Ред Даймондс».
Своєю грою за останню команду привернув увагу представників тренерського штабу клубу «Лестер Сіті», до складу якого приєднався 2010 року. Відіграв за команду з Лестера наступні два сезони своєї ігрової кар'єри.
До складу клубу «Урава Ред Даймондс» повернувся 2012 року. Відтоді встиг відіграти за команду з міста Сайтама 67 матчів в національному чемпіонаті.

## Виступи за збірні
Протягом 2000–2004 років  залучався до складу молодіжної збірної Японії. На молодіжному рівні зіграв у 15 офіційних матчах, забив 5 голів.
2005 року дебютував в офіційних матчах у складі національної збірної Японії. Наразі провів у формі головної команди країни 53 матчі, забивши 3 голи.
У складі збірної був учасником кубка Азії з футболу 2007 року та чемпіонату світу 2010 року в ПАР.

## Статистика
Статистика виступів у національній збірній.
| Збірна Японії | Збірна Японії | Збірна Японії |
| Роки          | Ігри          | голи          |
| ------------- | ------------- | ------------- |
| 2005          | 5             | 0             |
| 2006          | 8             | 1             |
| 2007          | 11            | 1             |
| 2008          | 9             | 0             |
| 2009          | 8             | 1             |
| 2010          | 9             | 0             |
| 2011          | 3             | 0             |
| Усього        | 53            | 3             |

## Титули і досягнення
- Володар Кубка Джей-ліги: 2005, 2006, 2016
- Клубний чемпіон Азії: 2007, 2017
- Володар Кубка банку Суруга: 2017
- Володар Кубка Імператора: 2018, 2021

Збірні
- Срібний призер Азійських ігор: 2002